# Макаровское (озеро)
Макаровское (устар. фин. Kaltovesi — Калтовеси) — озеро на Карельском перешейке в Выборгском районе Ленинградской области. Площадь поверхности — 5,2 км².
Озеро расположено в 7 км к северу от посёлка Вещево. Через протоку в северо-восточной части озера, оно соединяется с рекой Вуоксой. Южный конец озера отделён узким перешейком Ветокаллио от озера Ламского (Туокколан-ярви), связанного с Выборгским заливом.

## История
Во время ладожской трансгрессии воды Ладожского озера проникали в котловину Макаровского, через которую происходил сток воды в Балтику. После завершения трансгрессии озеро обособилось. В XIX веке, в ходе антропогенного воздействия, площадь озера сократилась на 38 %.
В начале 1900-х годов Финляндия планировала построить канал Ладожское озеро — Финский залив через Карельский перешеек. Планируемый канал должен был пройти через Туокколанъярви, перешеек Ветокаллио (Хейнийокский порог) и Кальтовеси до Вуоксы.